# برد ریچاردز
برد ریچاردز (انگلیسی: Brad Richards؛ زادهٔ ۲ مهٔ ۱۹۸۰) بازیکن هاکی روی یخ اهل کانادا است.
وی همچنین برندهٔ جوایزی همچون جام استنلی شده‌است.
از باشگاه‌هایی که در آن بازی کرده‌است می‌توان به تمپا بی لایتنینگ و نیویورک رنجرز اشاره کرد.